# Choca-da-mata
A choca-da-mata (Thamnophilus caerulescens) é uma ave da família Thamnophilidae. Como seu nome indica (Thamnos=ramo + philos=amigo), a choca-da-mata é vista frequentemente em bordas de matas e capoeiras entre ramos fechados das copas. Alimenta-se de artrópodes.
Seu ninho é como um cestinho de fibras vegetais. São postos, geralmente, 3 ovos, brancos com salpicos e manchas avermelhadas, que medem 23 x 17 mm. Eles são incubados principalmente pelo macho no período diurno e, à noite, pela fêmea.